# Uta Kühnenová
Uta Kühnen, (* 7. srpna 1975, Freiburg im Breisgau, Německo) je bývalá reprezentantka Německa v judu.

## Sportovní kariéra
S judem začala v 5 letech v Baden-Badenu pod vedením Christa Hoffmanna. V roce 1993 se přesunula do Berlína, kde se připravovala pod trenérským duem Detlef Ultsch/Jochen Bech.
V roce 1996 prohrála nominaci na olympijské hry v Atlantě s Hannah Ertelovou, ale za čtyři roky si účast na olympijských hrách v Sydney pohlídala. Velké turnaje však nezvládala. Vrcholem roku pro ní byla samotná nominace na turnaj, kdy zvládala kolegyně z reprezentace porážet. Samotný výkon na mistrovství světa či olympijských hrách však končil v prvním kole, v lepším případě vyhrála jeden, dva zápasy. Řadila se mezi pasivní judistky, které více než judem poutaly pozornost svým vzhledem (postava modelky). V roce 2004 si opět na úkor své krajanky Karlové vybojovala účast na olympijských hrách v Athénách, vypadla v prvním kole.

## Výsledky
| Turnaj             | 1995           | 1996           | 1997           | 1998           | 1999           | 2000           | 2001           | 2002           | 2003           | 2004           | 2005           |
| Turnaj             | 20             | 21             | 22             | 23             | 24             | 25             | 26             | 27             | 28             | 29             | 30             |
| Turnaj             | polotěžká váha | polotěžká váha | polotěžká váha | polotěžká váha | polotěžká váha | polotěžká váha | polotěžká váha | polotěžká váha | polotěžká váha | polotěžká váha | polotěžká váha |
| ------------------ | -------------- | -------------- | -------------- | -------------- | -------------- | -------------- | -------------- | -------------- | -------------- | -------------- | -------------- |
| Olympijské hry     |                | —              |                |                |                | úč.            |                |                |                | úč.            |                |
| Mistrovství světa  | —              |                | úč.            |                | úč.            |                | 5.             |                | 7.             |                | —              |
| Mistrovství Evropy | úč.            | —              | 3.             | 3.             | —              | 3.             | —              | —              | —              | —              | úč.            |